# Paleozoic Museum

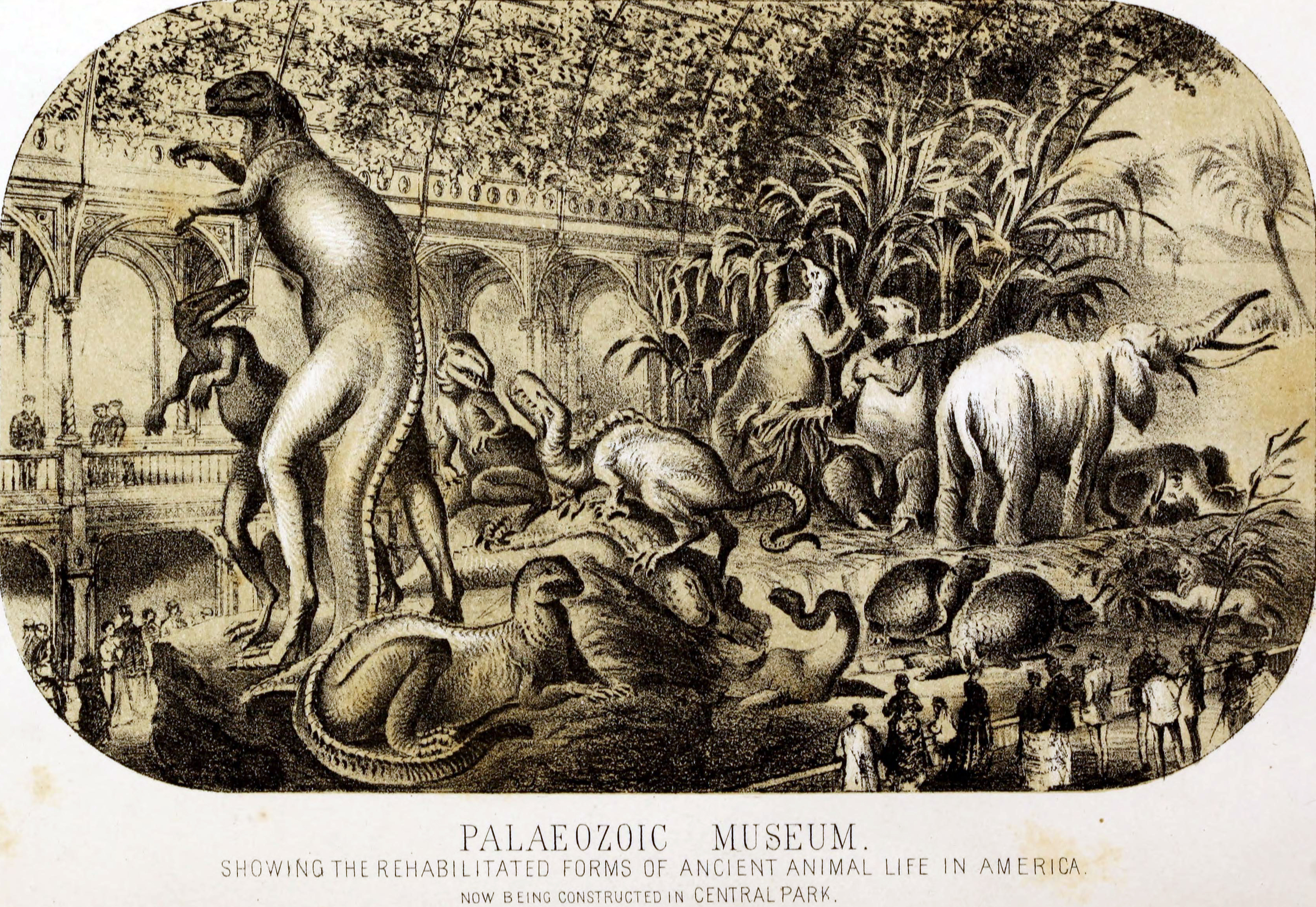
Dessin conceptuel du Paleozoic Museum par Hawkins.

Le Paleozoic Museum était un projet de musée d'histoire naturelle qui devrait ouvrir à Manhattan, près de Central Park, à New York. La planification et la construction initiale du musée se déroulèrent entre 1868 et 1870. Le sculpteur anglais Benjamin Waterhouse Hawkins planifia et commença la création des dioramas, et les fondations d'une future structure furent posées à Central Park West et à l'angle de la 63e Rue. Le domaine de la paléontologie en était alors à ses balbutiements, mais l'intérêt pour un musée présentant les dernières découvertes fut grand. Le projet ne vit jamais le jour après une combinaison de résistance politique et d'un étrange acte de vandalisme en 1871 qui détruisit les maquettes d'animaux préhistoriques qui devaient y être exposées.

## Le musée
Après l'exposition universelle de 1851 à Londres, le Crystal Palace de Hyde Palace fut démonté et déplacé dans un nouvel emplacement au sud de la ville. Le Crystal Palace rouvrit ses portes en 1854, et l'une des nouvelles expositions incluait les dinosaures grandeur nature en béton faite par le sculpteur Benjamin Waterhouse Hawkins, les Dinosaures du Crystal Palace. L'exposition des ces dinosaures connut un grand succès et fut très populaire. Hawkins arriva en Amérique en 1868 et exposa un squelette de dinosaure naturalisé à Philadelphie. Inspiré, le Conseil des commissaires de Central Park nouvellement créé à Manhattan, dirigé par le contrôleur Andrew Haswell Green, recruta Hawkins pour créer des répliques de ces animaux disparus pour un projet de musée se situant dans cet espace vert, acceptant la commande en mai 1868. Le musée devait alors s'appeler le Paleozoic Museum, qui, malgré son nom, devait être consacré à toute l'histoire antédiluvienne, et pas seulement à la période du Paléozoïque. Les fondations de la structure furent posées par l'architecte Frederick Law Olmsted à l'angle de Central Park West et de la 63e Rue. À l'instar du Crystal Palace de Hyde Park, l'exposition d'Hawkins devait être abritée sous une imposante charpente métallique et une voûte en verre. Des croquis et des photographies conservés montrent qu'Hawkins avait conçu une ménagerie élaborée, quoique anachronique, mêlant dinosaures, plésiosaures et mosasaures datant du Mésozoïque à des mammifères ayant vécues durant le Cénozoïque,.

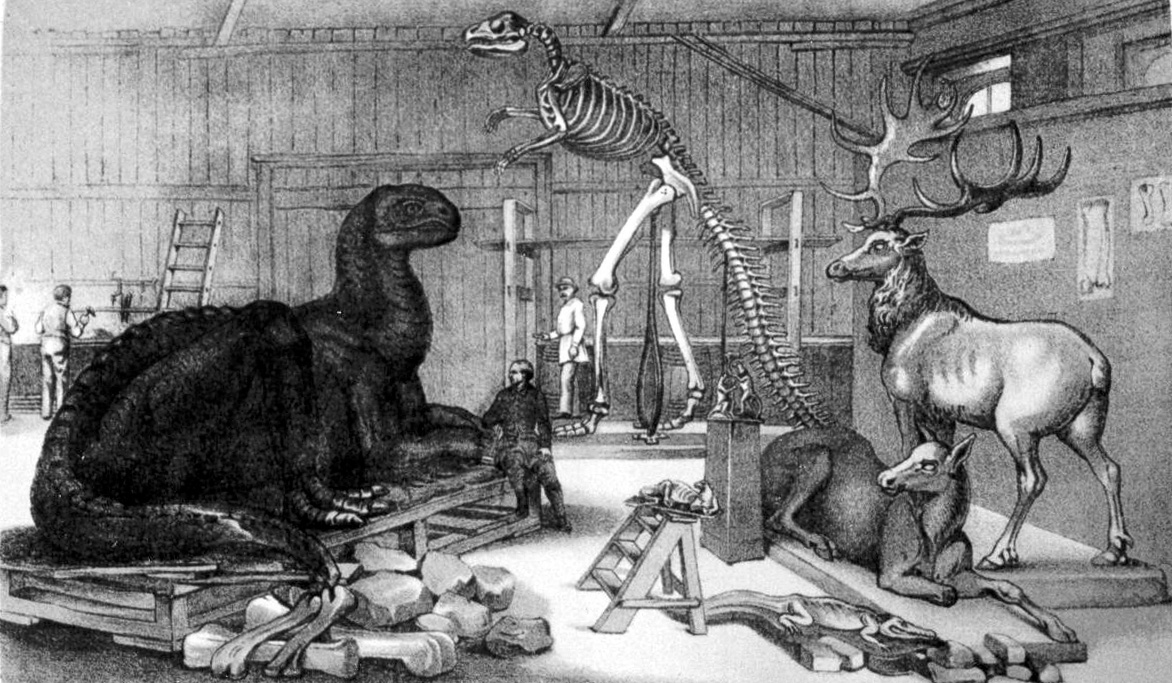
Dessin de 1869 du Paleozoic Museum.

Les dessins d'Hawkins, ainsi que d'autres documents, indiquent que le Paleozoic Museum aurait compté des reconstitutions grandeur nature du théropode Laelaps (aujourd'hui Dryptosaurus), de l'hadrosauridé Hadrosaurus, du plésiosaurien Elasmosaurus et du mosasaure Mosasaurus, ainsi que des modèles de glyptodontes, d'un couple de paresseux terrestres, d'élans géants du Pléistocène, de mammouths et de mammifères carnivores disparus. Après l'échec du projet de musée, Hawkins se rendit à l'université de Princeton où il peignit plusieurs reconstitutions d'environnements américains datant du Crétacé supérieur, œuvres existant encore de nos jours. Les maquettes d'Hawkins de l'exposition de Crystal Palace existent encore et sont encore visibles aujourd'hui à Sydenham Park.

## Destruction
Malheureusement pour Hawkins, le projet du musée se heurta à la politique new-yorkaise du XIXe siècle. Le nouveau conseil d'administration de Central Park, nommé en avril 1870, comprenait toujours Andrew Green, qui avait soutenu le projet, mais le réduisit au rang de simple membre. Le nouveau conseil était dirigé par Peter B. Sweeny (en), largement perçu comme influencé par son mécène « Boss Tweed » (William Tweed). Lors de réunions tenues en mai et décembre 1870, le projet fut abandonné, invoquant des préoccupations économiques et financières. Hawkins s'opposa publiquement à Tweed et à l'annulation lors d'une réunion publique en mars 1871. Les perspectives de renaissance du musée furent anéanties par un acte de vandalisme. Le 3 mai 1871, des vandales armés de masses arrivèrent à l'atelier de Central Park et le détruisirent, brisant les sept modèles terminés et leurs moules, ainsi que les plans et dessins qu'ils purent trouver. Les sculptures détruites furent ensuite enterrées quelque part près de l'angle sud-ouest du parc.
Diverses sources accusent Tweed d'avoir envoyé les vandales, liant souvent cette situation à des préjugés ethniques : la « machine » de Tweed, Tammany Hall, fut le parti des immigrants irlandais, Hawkins étant anglais, et les relations entre Irlandais et Anglais étant notoirement tendues durant cette époque. Des motivations religieuses ont également été avancées, Tweed ou les vandales ayant peut-être été motivés par le créationnisme. Cependant, les sources contemporaines ne s'accordent pas toutes sur l'identité de Tweed. Une étude publiée en 2023 réévalue les preuves et juge improbable que Tweed ait commandité les actes de vandalisme. L'étude suggère plutôt qu'un certain Henry Hilton, avocat excentrique et commissaire au nouveau conseil des parcs publics nommé en 1870, serait le coupable le plus probable. Hilton a soutenu un projet concurrent – le musée américain d'histoire naturelle de 1869 – et a également commis des actes étranges et destructeurs, notamment des conflits avec les responsables du musée et des ordres de destruction ou de repeinture d'objets. Hilton avait déjà ordonné à Hawkins d'arrêter le travail plus tôt et avait un historique d'autres « actions folles » ; l'article écrivant qu'Hilton était « non seulement mauvais, mais aussi fou ». De plus, si Hawkins avait critiqué Tweed, il s'agissait d'un incident mineur, relégué à la cinquième page du New York Times ; Tweed était une personne constamment critiquée par les médias de l'époque, souvent de manière beaucoup plus visible et à la une. L'étude soutient qu'il n'aurait pas pu se venger de ces petits affronts,.